# Suzaku (ulice)

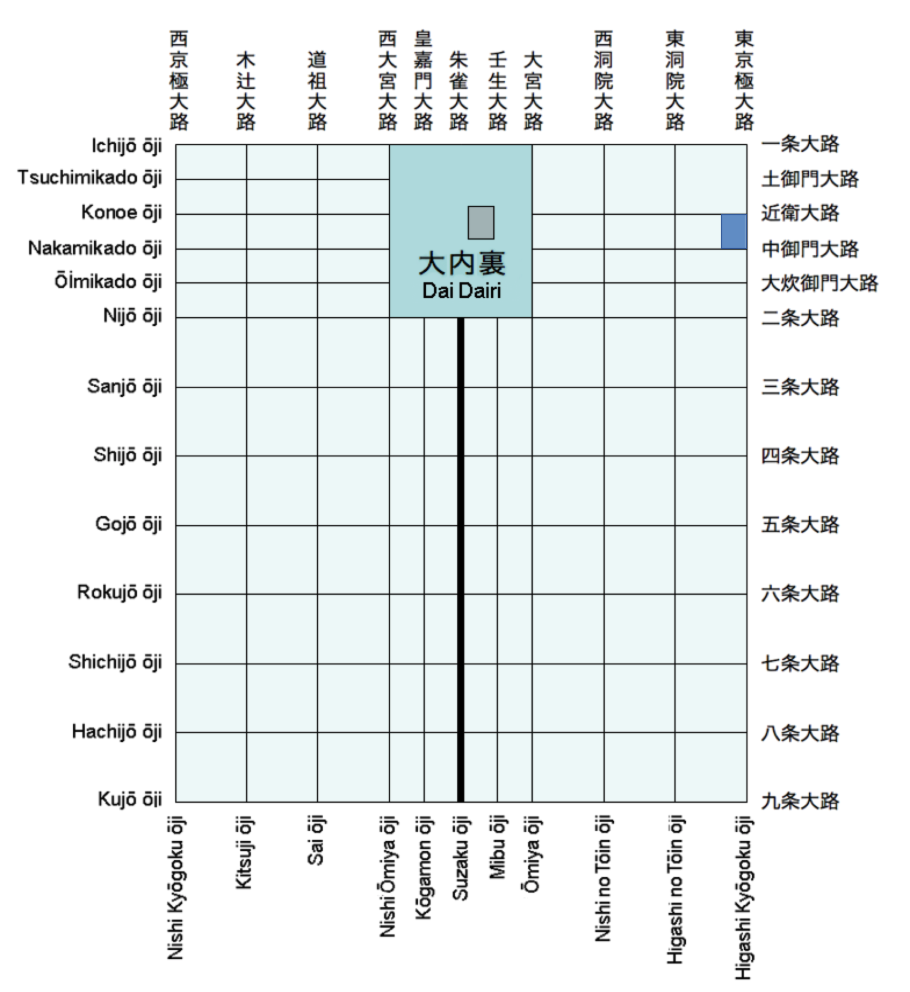
Plán města Heian-kjó, třída Suzaku je vyznačena tučnou svislou čarou.

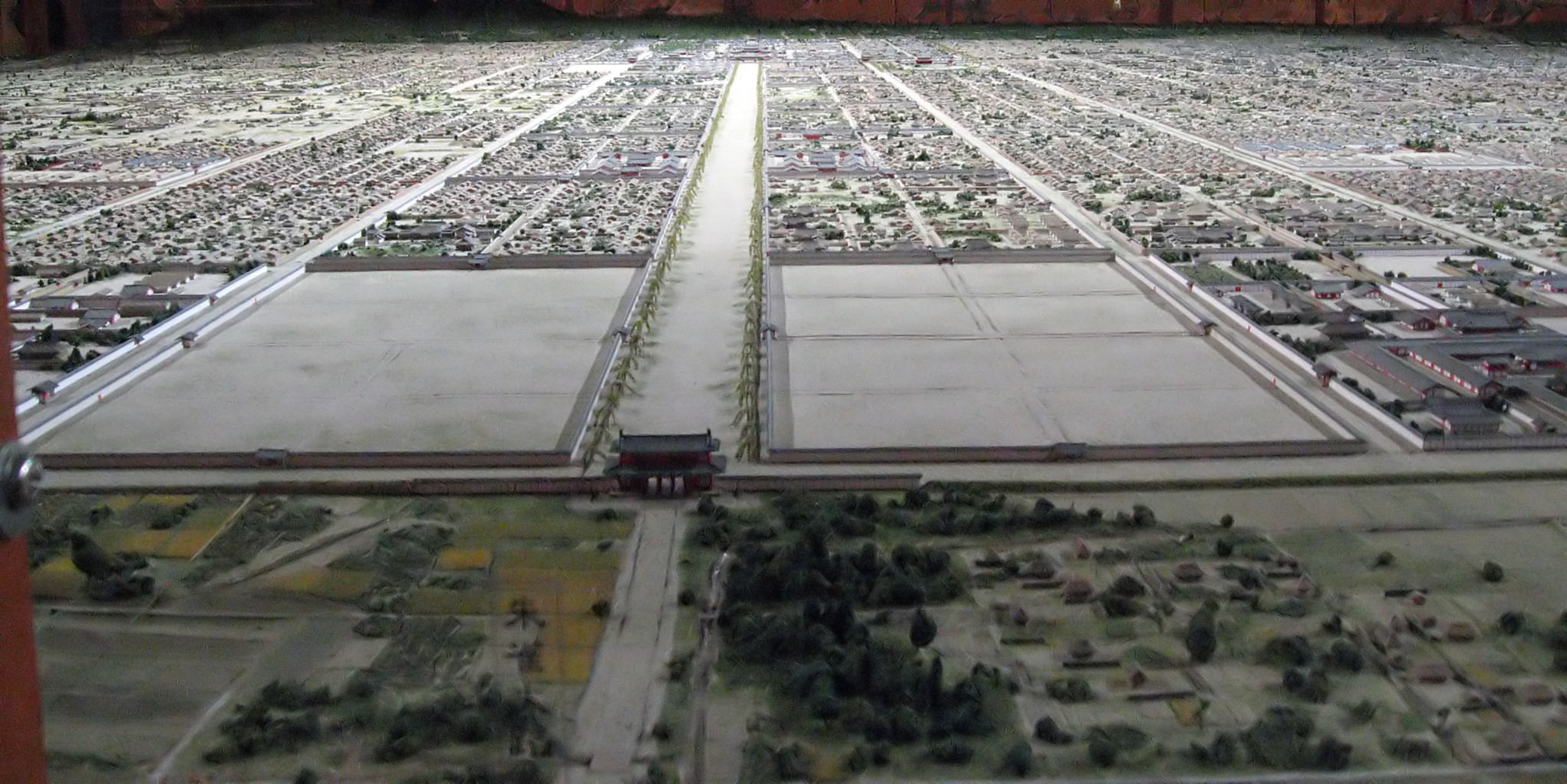
Model třídy Suzaku a brány Radžómon vystavený v muzeu Heian-kjó Sosei-Kan

Suzaku (japonsky 朱雀大路, Suzaku ódži) je jméno, které se kdysi dávalo hlavní třídě, jež vedla od hlavního vstupu do císařských paláců v dávných japonských hlavních městech Fudžiwara-kjó (dnešní Kašihara), Heidžó-kjó, (dnešní Nara) a později Heian-kjó (dnešní Kjóto), procházela středem těchto měst a končila až u brány Radžómon na jejich jihu. Komplex císařského paláce byl tradičně orientován na jih, zatímco třída Suzaku vedla přímo od hlavní brány. Japonská města bývala často zakládána podle tradičního čínského mřížkového plánu. Třída Suzaku tvořila v tomto plánu centrální, nejširší ulici. 
Výraz "Suzaku" (朱雀) odkazuje na strážného boha jihu, o kterém se říkalo, že se zjevuje v podobě rudého ptáka. Třída Suzaku bývala proto nazývána Velkou cestou Rudého ptačího draka. Od strážného boha jihu je odvozen i název brány Suzakumon.
V souladu se složitým systémem představ a zákonů geomantie přejatým z čínské říše Tchang musel být císařský palác umístěn na severní straně obdélníkových měst a obrácen k jihu, aby vévodil přísně souměrnému územnímu plánu hlavních měst. Hlavní vstup do paláce tvořila brána Suzakumon (朱雀門), jež se nacházela uprostřed jižní části císařských paláců. Tvořila tak severní konec hlavní třídy Suzaku, která procházela středem města až k bráně Radžómon na jeho jihu. 
Ve městě Heian-kjó tak císařský palác Heian (平安宮) stál mezi První a Druhou ulicí a od něj se směrem k jihu táhla asi 90 m široká třída Suzaku (Suzaku ódži) neboli Velká cesta Rudého ptačího draka. Také palác Heidžó (平城宮) v dřívějším hlavním městě Heidžó-kjó, dnešní Naře, byl vybudován podle tohoto čínského vzoru.